# 甲標的

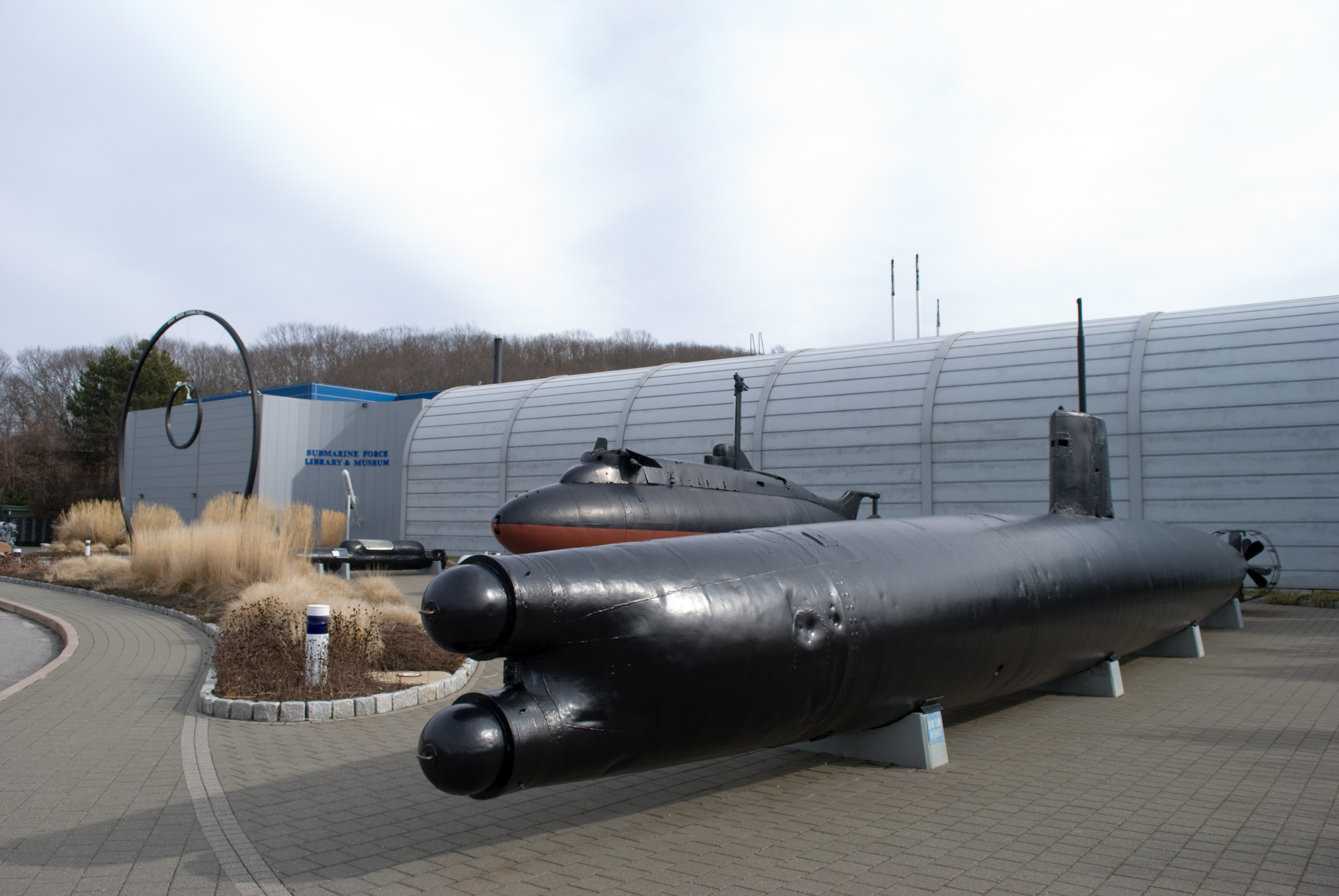
前方から見た甲標的甲型
「:en:Submarine Force Library and Museum」（アメリカ・コネチカット州）所蔵。

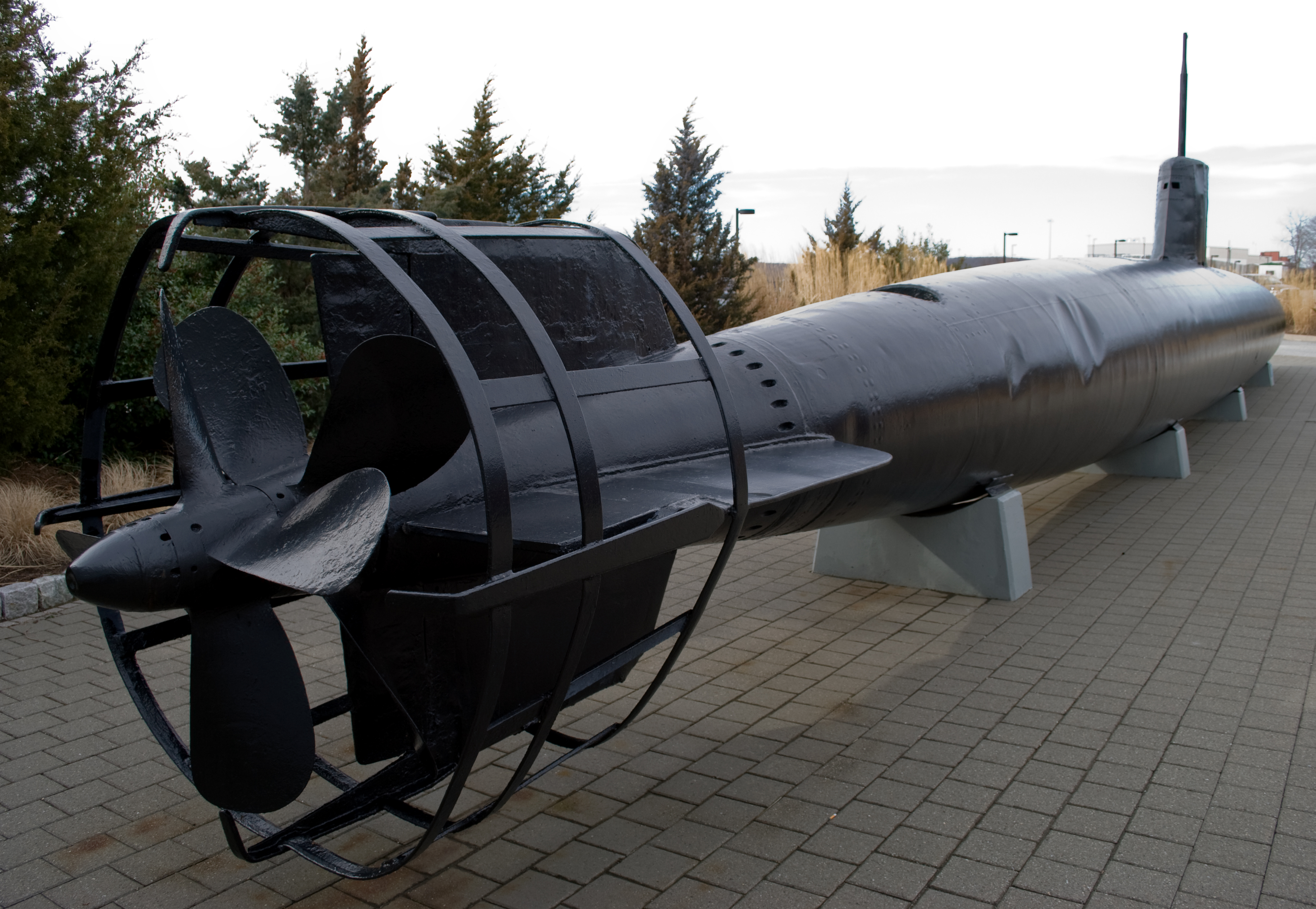
後方から見た甲標的甲型
「:en:Submarine Force Library and Museum」（アメリカ・コネチカット州）所蔵。

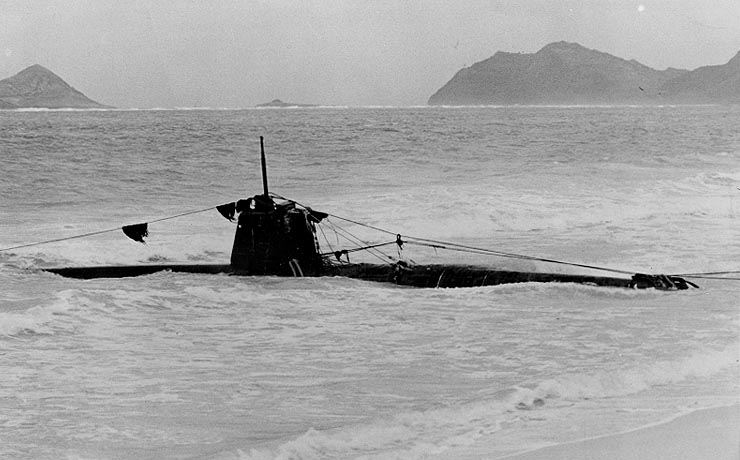
真珠湾攻撃の後、オアフ島に流れ着いた甲標的、1941年12月。解体調査の後組み立てられ、東條の葉巻の名で国債を売るのに利用された。

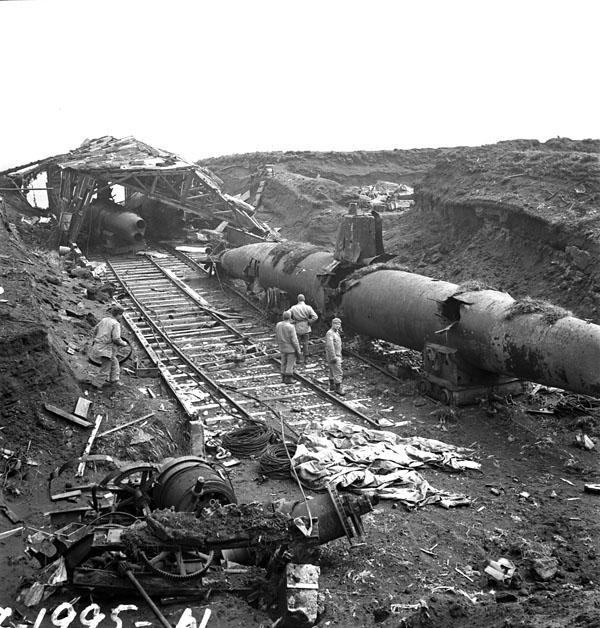
キスカ島の防衛のため配備された特殊潜航艇。戦闘に加わることなく、撤退作戦時に放棄されてアメリカ軍が鹵獲した。このキスカ島に存置された甲標的はまだ当地に現存し、Google Earthでもみることができる。座標は、51°57'41.9"N 177°32'03.5"E（紹介記事はこちら）

甲標的（こうひょうてき）は、大日本帝国海軍（日本海軍）において最初に開発された特殊潜航艇である。兵装として魚雷2本を艦首に装備し、鉛蓄電池によって行動する小型の潜航艇であったが、後に発電用のディーゼルエンジンを装備し、ディーゼル・エレクトリック方式となった。開発当初は洋上襲撃を企図して設計されたが、後に潜水艦の甲板に搭載し、水中から発進して港湾・泊地内部に侵入し、敵艦船を攻撃するよう戦術が転換された。

## 歴史

### 構想段階
1931年（昭和6年）11月、艦政本部第一部第二課では日本独自の兵器を研究開発するためにさまざまなアイデアを検討した。当時、ワシントン・ロンドン条約により、列強各国海軍の戦力保有には厳しい上限が設けられていた。日本の仮想敵の一つであった米国海軍と比較し、主力艦の戦力差は大きく、仮に戦えば日本が敗北する恐れは非常に大きかった。さらに、アメリカなどの列強との経済力、生産力の格差による海軍戦力の制限を補い、有事の際に有利に事を進める必要があった。艦政本部はこれを踏まえ、主力艦同士の決戦に投入し、敵戦力を漸減できる戦力を新規に開発しようと試みた。検討されたアイデアの中に、横尾敬義予備役海軍大佐の提案した「魚雷肉攻案」があった。これは魚雷に人間が乗って誘導し、確実に命中させるというものであった。この提案は課員の強い興味を集めたが、当時の海軍には必死兵器を採用しないという伝統があったことから発想には変更が加えられ、小型の潜航艇から魚雷を発射するものとなった。
志波国彬大佐の案に母艦搭載の超小型潜水艦の着想があり、艦隊主力とともに潜水艦を随所に待機させられる構想だった。1931年（昭和6年）12月、艦政本部第一部第二課長に岸本鹿子治大佐が着任すると、魚雷型超小型潜水艇の開発が始まった。基礎設計は朝熊利英造兵中佐による。朝熊はこの兵器が成立するものかどうか疑念を抱いていたが設計に着手、1932年（昭和7年）6月には全長12 mの模型が完成し、空技廠の水槽実験室を用いて航行状態の水流の状況を調査した。この試験では、司令塔周りの水流が高速になるほど、渦流が船殻沿いに強く流れて推進器に悪影響を与えることがわかり、結果を踏まえて設計が変更された。

### 開発開始
1932年（昭和7年）に提案された設計案では、全長25 m、排水量42 t、水中最高速力30ノットを発揮し航続力は50分、兵装は53 cm魚雷2本を装備すること、が決定された。秘匿名称は「㊀金物」（マルイチかなもの）。これをたたき台としてさらに3つの設計案が作られた。
- 第一案は動力を電池のみとし、水中速力30ノットを発揮し60 kmを行動できること、水上速力は25ノットを発揮し50 kmを行動できること。
- 第二案はディーゼルエンジンのみを搭載し、水中速力30ノットを発揮し500海里 (926 km) を行動できること、水上速力25ノットを発揮し300海里 (556 km) を行動できること。
- 第三案は電池とディーゼルエンジンを併用し、水中速力20ノットを発揮し30 kmを行動できること、水上速力15ノットを発揮し150海里 (278 km) を行動できること。

上述の数字は艦隊決戦を前提として決定された。米国戦艦の速度が20ノットと想定され、これに対して攻撃を加えるために1.5倍の速度である30ノットが要求された。また航続距離50 kmは戦艦主砲での砲戦距離を基準として求めている。当時の日本海軍は小型の潜水艇を製造するための高性能の蓄電池、小型電動機、耐圧船殻などに優れた技術を持っており、こうした兵器の実現化は可能だった。
第一案は製造価格が安く、1隻あたり15万円で建造可能とされた。実際には価格は上がり、1942年当時では30万円とされた。計画は高崎武雄大佐から伏見宮博恭軍令部総長へ直接持ち込まれ、この後、岡田啓介海軍大臣へ説明が行われた。軍令部総長は体当たり兵器ではないことを確認して了解し、海軍大臣は1隻の建造費が15万円程度と安価であることから製作を許可した。設計主務は艦政本部の朝熊利英造兵中佐が勤め、ほか、名和武など魚雷、造兵、造船の技術士官が参加した。開発を推進した岸本鹿子治大佐は魚雷の権威であり、甲標的も潜水艦というよりは魚雷の性格が強いものとなった。また、潜水艦の設計関係者はこの開発に参加せず、後に甲標的を作戦運用する上で生じた問題の遠因となった。
この特殊潜航艇は「対潜爆撃標的」と称されて設計が開始され、3か月で設計完了すると呉海軍工廠魚雷実験部において試作が行われた。1933年（昭和8年）に完成した第一次試作艇は広島県尾道市沖で耐圧試験を行ったが、水深100 mで魚雷発射管室内の浮力タンクが圧壊した。同年6月には、蓄電池から生じる水素ガスを吸入するための装置を陸上で試験した。甲標的内部での水素、炭酸ガス濃度を調査したほか、通風、密閉、汚水ポンプが試験された。次に艇の重心を測定し、安定度を検査、動揺周期を確認した。無人海上航走試験では24.85ノットを記録した。10月3日から有人航走試験が開始され、2名が搭乗し、瀬戸内海、また高知県の外洋上で試験を行った。1934年（昭和9年）12月、実験は終了した。この実験期間中、特殊潜航艇は「A標的」と呼ばれた。試験終了後、試作艇は秘密兵器として厳重に保管された。
1937年（昭和12年）、国際情勢の緊迫から、第二次試製の検討が行われた。運用構想としては、多数の特殊潜航艇を母艦に搭載し、艦隊決戦に際して敵艦隊の通る海域に潜伏させ、決戦前に魚雷をもって奇襲攻撃、敵戦力を漸減させて後の味方の戦いを有利に導くというものである。甲標的は、専用の3隻の母艦にそれぞれ12隻搭載され、敵主力の前面数十キロから甲標的が発進、36隻で攻撃する。母艦は決戦が終わった後に甲標的を収容するというものである。しかし、この構想は日露戦争型の戦場を想定しており、航空兵力の存在を念頭に置いておらず、さらに艦隊決戦でこちらが敗北した時には甲標的の収容が困難であるということを考慮していなかった。航空機の発達は著しく、洋上攻撃の困難さが指摘された。代案として泊地への潜入攻撃が提出された。甲標的の航続距離が短いため、作戦地点までは伊号潜水艦の後部甲板に載せて輸送され、港外にて発進、攻撃終了後に母艦と合流する。搭乗員のみ収容し、甲標的は装備の爆薬を用いる等して自沈処分することになっていた。
1938年（昭和13年）8月、改良型の製作に着手。早期に2隻建造し有人実験を行うことを目標とした。若干の手直し、改造を加えつつ、秘密裏に搭乗員の訓練を開始した。呉軍港付近に所在する倉橋島の大浦岬に実施部隊大浦突撃隊「P基地」が設営され、搭乗員の訓練や甲標的の製造と整備を担当した。ただしこの基地が稼動するのは1942年（昭和17年）10月からである。それまでの訓練、養成には移動基地として千代田が選ばれ、瀬戸内海ほか各地で訓練を実施した。
1939年（昭和14年）7月7日、第二次試製標的の建造が開始され、第一号艇は1940年（昭和15年）4月、第二号艇は同年6月に完成した。1隻あたりの建造費は26万円である。このときの試製でも設計開発は艦政本部からの人員で担当しており、潜水艦に携わる現場の関係者は参加していない。搭乗員は関戸好密大尉と堀俊雄機関中尉であった。試製甲標的は、1940年（昭和15年）5月5日から6月6日まで各種陸上試験と性能の調査、7月から8月にかけ千代田からの発進試験を行った。結果は満足なものではなかった。海面が大きくうねる外洋では司令塔が海上に現れ、隠密性が失われた。また模擬魚雷の発射に失敗し、魚雷が3分の1ほど艇首から突き出た状態で滞留していた。比較的揺れの少ない海面状況においても、甲標的は縦横に大きく揺れ動いて安定性を欠き、また潜望鏡で敵を発見することが困難であった。襲撃自体は相当な荒天でも可能と判定されたが、一部では洋上での基礎的な攻撃能力に疑念が持たれた。また後に主な投入方法となる港湾襲撃に関しては非常に性能が不足していた。しかしながら、艦政本部（本部長豊田副武中将）は採用の意見を出し、1940年（昭和15年）11月15日、甲標的は制式採用された。なお試験搭乗員の一人は甲標的が実用に耐えないことを具申したが、試験終了後に転出させられている。太平洋戦争の開戦は1941年（昭和16年）12月8日であり、兵器としての熟成、欠点の洗い出し、戦術の確立など、戦力化には非常に短い猶予しか残されていなかった。1940年10月からは特殊潜航艇の量産を開始した。製造訓令は10月に三号艇から十二号艇、12月に十三号艇から三十六号艇を建造するよう指示している。
特殊潜航艇は奇襲を前提とした兵器であり、機密保持が強く求められ、A標的、H金物、TB標的とも呼ばれた。この名称のため航空隊から航空機攻撃用の標的として提供を依頼されるという一幕があった。最終的に甲標的の正式名称が与えられたのは1939年（昭和14年）7月である。ただしこの後にも秘匿名称は使用された。秘匿は真珠湾攻撃まで続いた。
またこれら甲標的の開発経験はより大型な水中高速実験潜水艦である第71号艦（1937年建造開始）の開発へと発展することになる。

### 実戦投入以降

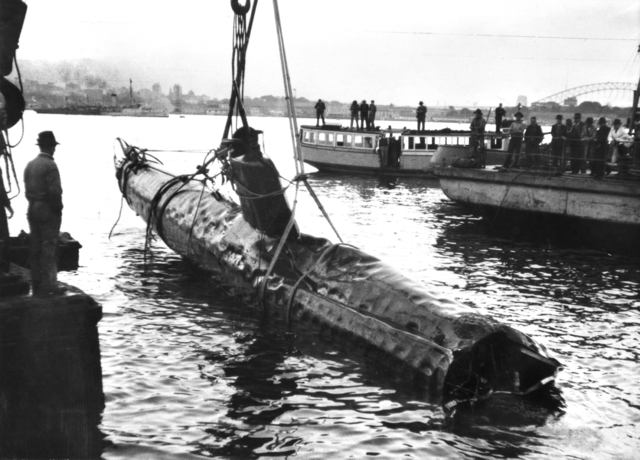
シドニー湾を攻撃し撃沈された甲標的

1941年12月の真珠湾攻撃が甲標的の初陣となった。実際の関係者の間ではこの真珠湾攻撃隊が第一次神亀隊、同時期に編成されたと考えられる次の攻撃目標であるシドニー湾、ディエゴスアレス湾攻撃隊がそれぞれ第二次神亀隊と名付けられた。しかし、”亀”の字面を嫌ったのか、真珠湾攻撃隊を大本営では特別攻撃隊と呼ぶこととした。今日の書籍ではそれぞれ第一次攻撃隊、第二次攻撃隊と呼ぶことが多い。
指揮官の佐々木半九（甲標的の搭乗員ではない。）によれば、搭乗員らの話合いの中で敵軍港攻撃の案が出てきたとする。甲標的の最先任搭乗員である岩佐直治大尉が開戦劈頭に敵の港湾にひそかに侵入して攻撃する実行案を立てて、母艦の「千代田」艦長の原田覚に申し出て、原田がそれをさらに具体案にして、軍令部作戦課潜水艦作戦主務参謀有泉龍之助中佐に相談して同意と所見を得た。原田から連合艦隊長官山本五十六大将に甲標的の作戦を具申があった。山本は一死奉公の奇襲案に感激したが、攻撃後の収容が困難なため採用しなかった。岩佐中尉らがさらに改善策を作り、連合艦隊水雷参謀の有馬高泰中佐を通じてさらに数回陳情して採用に至った。1941年11月1日、甲標的の部隊は、首席参謀の松村寛治中佐の発案で「特別攻撃隊」と第六艦隊長官の清水光美によって命名された。訓練は愛媛県瀬戸町三机湾で行われ、三机湾での甲標的の訓練は終戦まで続いた。最初の真珠湾攻撃隊について、後年のいわゆる生還を期さない特攻ではないにもかかわらず、艇の回収訓練は行われなかったという批判（攻撃終了後の集合訓練は行われている）も聞かれるが、当時の隊長の佐々木半九によれば、母潜の伊号潜水艦に搭載できるようにする改修工事が終わったのがほとんど出航まで日がない時期で最初の真珠湾攻撃隊は十分な訓練をする余裕がなかったという。反面、攻撃後の回収計画は不測の事態に備え、第1日目と第2日目を設け、それぞれ別の場所に設定する等綿密に定められたと評する声もある。このとき帰還して来た艇がなかったため、回収のために母潜が長時間待機し続け、とくに2日目以降は2隻が4日目の12日夜明けまで残って付近の海岸まで捜索し続けている。逆に、これらは航空部隊の隊員が損傷や故障で機を脱出した場合の対応にくらべ過大であり、また、これらが本来の哨戒区を離れての捜索であるため、例えば空母エンタープライズの帰航を見逃し無事に真珠湾に入港させるといったかたちで母潜自身の本来の任務が損なわれたのではないかという批判もある。
5隻の甲標的が真珠湾に向けて出発した。日本側の航空写真の分析及び日米の現場当事者の証言から真珠湾攻撃における甲標的の戦果はなしという評価が日米両国それぞれの当初からの通説である。しかし、甲標的の潜水調査を行ったとする海洋歴史研究家Parks Stephenson、米海軍の退役大佐John Rodgaardや造船技師Peter Hsu等のこの問題の研究家を名乗る人々から、例えば当時撮られた航空写真をコンピューター分析した結果として、従来知られていた湾内で駆逐艦モナハンに撃沈された1隻以外にも湾内に侵入し、戦果を挙げたものがあるとの異説も出されている。異説としては、その別の1隻が攻撃に成功し、戦艦オクラホマはその魚雷攻撃が致命的になったとする説、戦艦ウェストバージニアが致命傷を負ったとする説等がこれまで出されている。これに対して、航空写真のオリジナルを見たことのある者からは写真に潜航艇が写っているとされるがこれは潜航艇ではなく米軍の小型艇である、両戦艦に向かう2発の魚雷航跡が写っているとするがこの潜航艇は魚雷を直ちに連続して発射できるものではない、目撃者・証言者が全くいない、日米別々になされた見解が戦果を挙げられなかったことで一致している等の批判がある。そもそも、もう1隻が真珠湾に侵入し戦果を挙げたとする異説は、戦後しばらくは全ての潜航艇のゆくえを把握できていたわけでなく消息不明の艇が1〜2隻あるというイメージが生まれ、その後もそれが長らく世間に残っていたため、真に受ける人もいただけと考えられる。実際には、これら異説が提唱され始めた頃には既に全ての艇の最期が明らかになっており、成立し得ない説である事がはっきりしていた。即ち、湾内と湾口付近でそれぞれ1隻が魚雷を撃ったものの命中せずに撃沈され、残り3隻は湾外で魚雷を撃たないまま撃沈あるいは捕獲されたことが、疑いの余地のないものとなっていた。この戦果があったとする異説はアメリカにおいては遅くとも1990年代前半から出されていたものだが、日本ではしばしばアメリカにおける最新の研究成果という触れ込みで、ときには5隻全隻が湾内侵入に成功したという形に誇張された上で、紹介されることがある。5隻とも未帰還となったが、1隻は座礁して拿捕されたもので、艇長の酒巻和男少尉は太平洋戦争初の捕虜となった(勿論、この酒巻艇も真珠湾侵入には至らず、また途中、駆逐艦ヘルムに発見され追撃されたものの応戦せず魚雷を撃たないままとなった。酒巻はあらためて真珠湾進入を試み、空母・戦艦等のより大きな成果を狙いたかったと述べている｡)。
その後、1942年6月のオーストラリアのシドニー港攻撃では3隻による「第一特別攻撃隊」、マダガスカル島のディエゴ・スアレス港の攻撃では3隻による「第二特別攻撃隊」、ガダルカナルでは「第三特別攻撃隊」が実施された。甲標的の部隊は、その後も数が増えていったため、「特別攻撃隊」の名前は使われなくなったが、後の必死の「特別攻撃隊」に名前は受け継がれた。シドニー港攻撃を行った甲標的は米重巡洋艦シカゴの撃沈に失敗したが、豪宿泊船クッタバル（2,250トン）を撃沈、蘭潜水艦K IXを中破させ、大胆不敵な作戦行動による勇敢さは現地司令官の英国海軍将校から讃えられた。マダガスカル島の攻撃では戦艦ラミリーズを大破させ、タンカーブリティッシュ・ロイヤルティ（6,993トン）を撃沈した。ガダルカナルの作戦では8隻が潜水艦から発進、ルンガ泊地を攻撃し5隻の乗組員が生還した。艇はいずれも自沈処分され、搭乗員は上陸し味方基地へ帰投した。戦果は米輸送艦アルチバ（USS Alchiba, AK-23）撃破、米（輸送艦マジャバ（USS Majaba, AG-43））撃破など2隻または3隻であった。
ガダルカナル島の戦いで敵反攻阻止に失敗した後、日本は守勢に転じ、甲標的も防御兵器として使用されるようになる。
フィリピンの作戦ではセブに主基地を作り、前進基地を設けて甲標的が進出、米船団部隊を狭い水道で襲撃した。甲標的を熟知した指揮官原田覚少将の作戦指揮のもと、改良された丙型8隻をそろえて集中運用した。見張所、甲標的専用の整備施設、前進基地など支援態勢を整えたうえ、セブは内海であり、小型の甲標的でも進出索敵が容易であった。こうした好条件から日本側判定としては艦船20隻を撃沈した。米側は駆逐艦1隻の喪失を記録している。実際の戦果は乏しかったが作戦自体は高度なもので、1944年11月から1945年3月23日まで、安定して生還と襲撃を繰り返した。
甲標的の欠陥とそれにともなう作戦遂行の難しさは現場の搭乗員や技術者たちも理解しており、その不満が行動力不足を改善するために更に大型化した蛟龍と、特攻兵器である人間魚雷「回天」の開発に繋がった。

## 特徴

### 構造
甲標的甲型は全長23.9 m、全高3.4 mの単殻式船殻を持つ潜水艦で、船殻の最大直径は1.85 m、全没排水量46 t、喫水は1.88 m、耐圧深度は100 mである。浮上状態時には船体中央部にある司令塔のみが海上に現れた。また甲標的は前部・中央部・後部のセクションから構成され、それぞれセクションごとに分解が可能な設計で、内部に納められた魚雷射出筒、蓄電池、発動機を整備できた。ハワイで調査された甲標的の分解写真からは、甲標的の兵装の銘板に射出筒という名称が刻印されているのが確認でき、また接合部は穴開きフランジが設けられ、例として前部と中央部セクション結合部には結合ボルト孔が70個開かれている。
前部セクションは全長6.406 mであり、17箇所のフレームで船殻を水圧から支えている。内部には45 cm魚雷を納めた射出筒2つと発射用気蓄器2つ、操舵用気蓄器2つ、電装および気蓄器配管、バラストタンクが配置されている。前部セクションの中央部付近の前よりに前端球状隔壁が設けられ、水密になっている。バラストタンクはこの隔壁よりおおむね前方に、また気蓄器はこれより後方に納められた。射出筒はこの隔壁を通して前方へ伸びている。射出筒は艇の中心線上、縦に2本並べられ、艇首から先端を一部露出させている。この先端にはキャップが取り付けられており、筒先を保護している。発射時にはこのキャップは圧搾空気の圧力によって吹き飛ばされる。操舵用気蓄器は、この射出筒の左右に1本ずつ配置された。さらにその下部に1本ずつ、発射用気蓄器が配置されている。

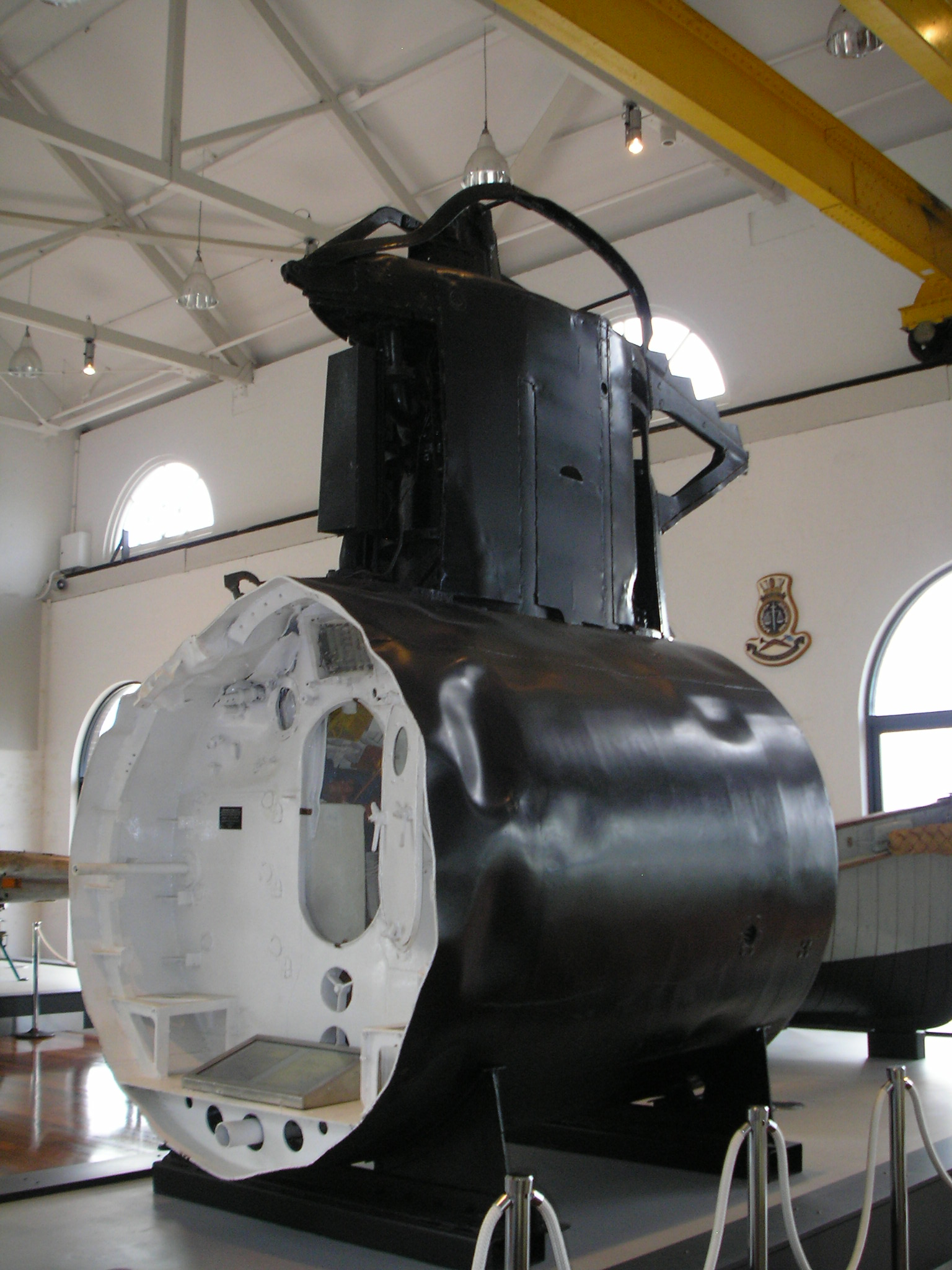
後方から撮影された司令塔まわり。操縦室の隔壁に、後部蓄電池室と連絡する開口部が見える。（シドニーガーデンアイランド、海軍博物館所蔵品）

中央部セクションは全長10.407 mであり、37箇所のフレームで船殻を水圧から支える。内部は中央部分に司令塔と搭乗員の操縦室、前部と後部に蓄電池室を備えた。中央部操縦室の前席に艇付、後席に艇長が位置する。艇付は操舵とトリム調整を担当し、艇長は索敵と運行指揮を担当する。直径70 cmの司令塔内部スペースには昇降可能な九七式特眼鏡が備えられ、その前方に外部への直径55 cmの交通筒とハッチが配置された。最前部に無線用のマストが格納されており、操縦室天井の手動ハンドルで昇降できる。操縦室中央部には九七式特眼鏡を操作するための踏み台が備えられていた。右舷側には九七式特眼鏡用の昇降装置とモーターが備えられ、後部に無線機、電灯などの電装品が備えられている。左舷側には後部に放電計、界磁調整器、応急タンクが配置され、前部には九七式転輪羅針儀、縦舵舵輪、深度器が備えられた。操縦室は蓄電池室と隔壁で区切られ、点検用に、小判型の小さな連絡孔が設けられている。前部蓄電池室と後部蓄電池室には、合計224個の特D型蓄電池が左右と床のラックに収納されている。この電池室の中央部分には、部品にアクセスするための連絡通路があったが、きわめて窮屈なもので、後端では幅30 cm程度、高さ90 cm程度でしかなかった。後、甲標的丙型から、操縦室が司令塔後部付近から1メートル延長され、40馬力ディーゼルエンジンが搭載された。これは25 kWを出力する発電機を駆動し、甲標的丙型に2日の行動時間と、水上速力6ノットで500海里の行動距離を与えた。
後部セクションは全長4.471 mの機関室と、全長2.616 mの縦横舵部分およびプロペラ部分で占められている。内部は15箇所のフレームで船殻を水圧から支えている。セクション前部には600馬力を出力する電動機が置かれ、動力は減速ギア、二重反転ギアを介して減速され、二重反転式のプロペラへ伝達される。後部セクションの中央部、船殻の天井部分には、ギアにアクセスするためのマンホール（サービスホール）が設けられていた。
操舵装置は当初空圧式操舵機であった。縦舵は飛行機での垂直尾翼に相当し、左右方向の旋回をつかさどる。横舵は水平尾翼に相当し、昇降をつかさどる。このうち潜水艦の挙動として横方向の旋回性が求められたが、縦舵は縦50 cm、横37 cmの台形であり、舵面積が小さく、スクリューの前に舵を配したために舵の効きが悪い。旋回圏は450 mと大型艦並みだった。これは港湾襲撃には不向きな特性である。真珠湾攻撃後に舵が改善され、舵面積を縦50 cm、横80 cmと倍以上に増積した。これにより旋回圏は6割程度にまで小さくなった。また操舵装置も油圧式へと順次更新された。
ハワイ作戦に参加した甲標的は、港湾襲撃という作戦からさまざまな追加装備を施した。艇首に防潜網を切断するための網切器を装備し、艇尾にはプロペラ・ガードが追加された。さらに網切器から司令塔前端、特眼鏡保持部後端から艇尾プロペラ・ガードまでジャンピング・ワイヤーを張った。内部設備は母艦と艇との連絡電話が新設され、蓄電池25個を降ろして操舵用の気蓄器を増設した。ほか、自爆装置が追加された。

### 性能

#### 攻撃力

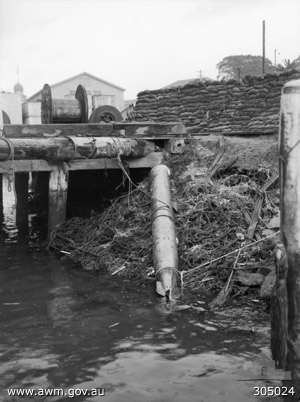
シドニー港攻撃後に引き揚げられた九七式魚雷

武装は、先端部に魚雷を2本装備している。この魚雷は開戦からソロモン諸島の戦い（ガダルカナル島）までは直径45 cmの九七式魚雷を用いた。射程5,000 m、雷速50ノットである。それ以降は直径45センチの二式魚雷または九一式魚雷であった。射程は3,900 m、雷速は39ノットである。ただし酸素魚雷より電気駆動の魚雷は整備性に優れた。両方とも炸薬量は350 kgであり、甲標的の火力は攻撃機2機分に相当する。魚雷は発射管に収められており空気を注入して射出する。このため魚雷を撃ち出すと1トン近い浮力が発生し、艦首が跳ね上がり、海面へ飛び出した。のみならずこの不安定な挙動のために魚雷も偏った方向へ撃ち出され、狙った方向へ進まないという事態が起こった。甲標的の挙動が収まるまでには30秒を要するが、不安定な状態で再発射しても正確な方向に魚雷は向かわない。そこで魚雷を連続発射し、散布の中に敵艦を入れる公算射法は行えず、単発発射を行うほかなかった。敵艦に対する最適発射距離は800 mとされた。
甲標的は攻撃の前提となる索敵能力も乏しく、電波兵器もソナーも持たないため、外界をさぐる手段としては長さ約3 mの特眼鏡が1本のみであった。甲標的母艦「千代田」艦長の原田覚大佐は、露長高1 mで15 kmを視認できうるとした。大型マストをもつ戦艦などはより遠くから視認できうるが、30 km程度が限界であった。波浪の中、常に揺れる狭い視界で索敵を行うのは非常に困難だった。また発見しても敵艦の進行方向、速度などの諸元を割り出して魚雷発射の方位、タイミングを算定するのが艇長の暗算のみという状況であり、命中率は非常に低くなった。

#### 防御力
小型なぶん反響信号強度が小さいため、隠密性は大型艦に比べれば有利であった。ただし、特眼鏡が短く、露頂深度でのトリム維持が困難でもあり、司令塔を露出しやすかった。波浪の大きい外洋では50トン程度の小型の艇体が上下し、一定の深度を保ちにくかった。したがって攻撃のために特眼鏡を使用する深さまで浮上すると（露頂）、発見されて攻撃を受けるという事態が生じた。真珠湾攻撃ではこの状態の甲標的が複数発見され、撃破された。ただレーダーに対しては、司令塔の小型さや波浪の反射波にまぎれることから隠密性は優れていた。
1944年（昭和19年）夏、味方海防艦に誤認された無人の甲標的が攻撃を受けた。これは沖縄に進出するため曳航中の甲標的に、1時間近く機銃射撃と爆雷攻撃を加えたものであった。司令塔に11発の被弾があったがほかに被害はなかった。

#### 機動性
舵より後にプロペラを配した舵効の利かない構造のため、運動性能は悪かった。低速で約400 mの旋回範囲であり、大型艦並みであった。水中最大速力は19ノットが出たものの、持続時間は50分程度であり、現実的な常用速力は6 - 10ノット程度であった。甲標的甲型は内燃機関を持たず、蓄電池のみであり、6ノットで80海里の航続距離しか持たなかった。戦訓を反映して内燃機関を搭載した改良型の丙型は300海里、丁型は1,000海里を水上航走できた。
諸元表に出ないものとして、住環境が非常に悪く、潜航では12時間が搭乗の限界だった。二酸化炭素の増加、酸素の欠乏、ガス、艇内の温度上昇、搭乗員の疲労などが原因である。
甲標的は艦載機のように母艦、または基地への依存度が高い兵器であった。これは電池の管理や、魚雷の整備など、艇の人員単独では維持することが難しいためである。搭乗員のほかに整備員が必要であり、ラバウルでは現地の技術士官が整備にあたった。ガダルカナルでは千代田が支援に当たっている。海上自衛隊で潜水艦艦長を務めた中村秀樹は、甲標的は潜水艦というよりは航空機に近い性格を持つと評している。

## 諸元
| 形式            | 形式            | 試作初号機                                               | 試作二号機 (生産番号. No.1 から No.2)                    | 甲型 (生産番号. No.3 から No.53)                                         | 乙型 (生産番号. No.49 から No.53)                                             | 丙型 (生産番号. No.54 から No.100)                                             |
| --------------- | --------------- | -------------------------------------------------------- | -------------------------------------------------------- | ------------------------------------------------------------------------ | ----------------------------------------------------------------------------- | ------------------------------------------------------------------------------ |
| 排水量 (潜航時) | 排水量 (潜航時) | 41.525 long tons (42 t)                                  | 44.150 long tons (45 t)                                  | 46 long tons (47 t)                                                      | 47 long tons (48 t)                                                           | 49.09 long tons (50 t)                                                         |
| 全長            | 全長            | 23.3 m (76 ft 5 in)                                      | 23.9 m (78 ft 5 in)                                      | 23.9 m (78 ft 5 in)                                                      | 24.9 m (81 ft 8 in)                                                           | 24.9 m (81 ft 8 in)                                                            |
| 幅              | 幅              | 1.824 m (5 ft 11.8 in)                                   | 1.85 m (6 ft 1 in)                                       | 1.85 m (6 ft 1 in)                                                       | 1.85 m (6 ft 1 in)                                                            | 1.88 m (6 ft 2 in)                                                             |
| 全高            | 全高            | 3.074 m (10 ft 1.0 in)                                   | 3.1 m (10 ft 2 in)                                       | 3.4 m (11 ft 2 in)                                                       | 3.4 m (11 ft 2 in)                                                            | 3.43 m (11 ft 3 in)                                                            |
| 船体高さ        | 船体高さ        | 1.854 m (6 ft 1.0 in)                                    | 1.88 m (6 ft 2 in)                                       | 1.88 m (6 ft 2 in)                                                       | 1.85 m (6 ft 1 in)                                                            | 1.88 m (6 ft 2 in)                                                             |
| 動力と推進軸    | 動力と推進軸    | 224 × 特B型 蓄電池, 電動機 (600 bhp), 同軸反転スクリュー | 224 × 特D型 蓄電池, 電動機 (600 bhp), 同軸反転スクリュー | 224 × 特D型 蓄電池, 電動機 (600 bhp), 同軸反転スクリュー                 | 224 × 特D型 蓄電池, 電動機 (600 bhp), 1 × 電動機 (40 bhp), 同軸反転スクリュー | 208 × 特D型 蓄電池, 電動機 (600 bhp), 1 × 電動機 (40 bhp), 同軸反転スクリュー  |
| 速度            | 浮上時          | 25ノット (46 km/h)                                       | 25ノット (46 km/h)                                       | 19.0ノット (35.2 km/h)                                                   | 6ノット (11 km/h)                                                             | 6ノット (11 km/h)                                                              |
| 速度            | 潜航時          | 不明                                                     | 不明                                                     | 不明                                                                     | 19.0ノット (35.2 km/h)                                                        | 18.5ノット (34.3 km/h)                                                         |
| 射程            | 浮上時          | 不明                                                     | 不明                                                     | 不明                                                                     | 6ノット (11 km/h)で500 nmi (930 km)                                           | 6ノット (11 km/h)で500 nmi (930 km)                                            |
| 射程            | 潜航時          | 不明                                                     | 不明                                                     | 9ノット (17 km/h)で15.8 nmi (29.3 km) 6ノット (11 km/h)で84 nmi (156 km) | 9ノット (17 km/h)で15.8 nmi (29.3 km) 6ノット (11 km/h)で84 nmi (156 km)      | 8.5ノット (15.7 km/h)で15.4 nmi (28.5 km) 4ノット (7.4 km/h)で120 nmi (220 km) |
| 試験深度        | 試験深度        | 100 m (330 ft)                                           | 100 m (330 ft)                                           | 100 m (330 ft)                                                           | 100 m (330 ft)                                                                | 100 m (330 ft)                                                                 |
| 乗員            | 乗員            | 2                                                        | 2                                                        | 2                                                                        | 2                                                                             | 3                                                                              |
| 武装            | 武装            | 2 × 533 mm (21 in) 八九式魚雷                            | 2 × 450 mm (18 in) 九七式魚雷                            | 2 × 450 mm (18 in) 九七式魚雷, 後に二式魚雷へ換装                        | 2 × 450 mm (18 in) 二式魚雷                                                   | 2 × 450 mm (18 in) 二式魚雷                                                    |
| 建造場所        | 建造場所        | 呉海軍工廠                                               | 呉海軍工廠                                               | 烏小島(呉) 海軍工廠 (No.3 から No.20) 大浦崎 海軍工廠                    | 大浦崎 海軍工廠                                                               | 大浦崎 海軍工廠                                                                |
| 建造数          | 建造数          | 1                                                        | 2                                                        | 51 (後に5隻が乙型へ改造)                                                 | 甲型から5隻が改造された。                                                     | 37 × 量産型 10 × 丙型訓練機                                                    |

## 派生型

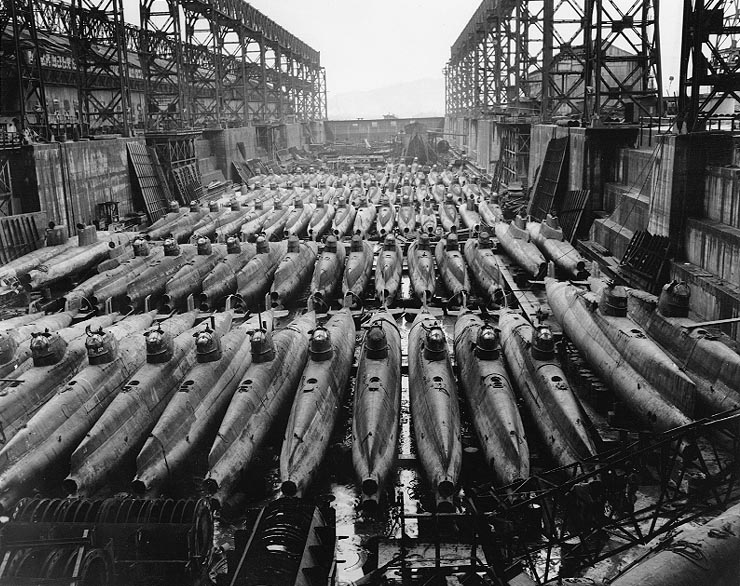
呉軍港での蛟龍（特殊潜航艇）尚、二列目右側に見える他と異なった艇は丙型を改造した練習艇である

- 甲標的乙型は昭和18年から開発開始された。中央部セクション、操縦室後部で艇体を1 m延長し、40馬力のディーゼル発電機を搭載するというものである。出力は25 kWであった。このディーゼルエンジンは戦車用のものを改造した。行動力が2日に延長され、水上速力6ノットで500海里の行動距離を得た。この発電機に空気を供給するため、昇降式吸気筒が装備された。乙型は5隻造られたが、うち4隻は甲型からの改造であった。甲標的乙型の登場によりそれ以前の甲標的は甲型と呼称されることになった。
- 甲標的丙型は昭和19年1月に完成した。甲標的の第五四号艇に当たる。特D型蓄電池の数を減らして208個としている。また乗員は3名に増えた。46隻を建造、量産の後に昭和19年9月からフィリピン、チモール、沖縄、父島、高雄に配備された。丙型の量産は甲型から数えて通算100隻で終了し、以後の特殊潜航艇の建造は蛟龍に切り替えられた。
- 甲標的甲型練習艇は、後部蓄電池室から電池をすべて撤去、メインタンクと待機室を設け、もう一つ司令塔と操縦室を増設したものである。
- 甲標的丙型練習艇は司令塔と操縦室を増設し、艇上面に波きりを付けた。待機室を撤去し蓄電池を搭載した。約10隻を丙型から建造した。
- 甲標的丁型からは開発中に蛟竜と改称されたため、蛟龍を参照。
- Y標的は1944年（昭和19年）3月に開発開始された。開発に際して黒木博司大尉が独自の構想を提案した。内容は、「真珠湾港湾の水道内に特殊潜航艇を侵入させ、沈底待機して敵空母が出入港するのを待つ。敵艦が頭上を通過するときに特殊潜航艇を自爆させ、敵艦を沈めて、その残骸で水路を閉鎖する」というものであった。構造としては前部セクションを撤去し新設の頭部をつけ、艇の中央部両舷に機雷敷設筒を増設したものである。また司令塔も水防・風防ガラスが付けられ、艇首上部に浮力2.5 tのタンクを新設した。沈底に備えて頭部下側に匍匐ソリが付けられたほか、外部が観察できる覗き窓が設けられている。内部的な改変として、長時間の待機に備えて乗員の疲労度を軽くするため、補器室を防音壁で密閉し、発電用エンジンを操縦室から遠隔操作できるようにした。両舷に搭載された機雷は空気式伸張筒により押し出されて敷設できた。Y標的は5月に製造訓令が下され、6月に設計完了、7月に丙型2隻から改造されて完成した。しかし実用試験中、搭載した機雷の振動問題が解決できずに、計画は破棄された。

## 搭乗員

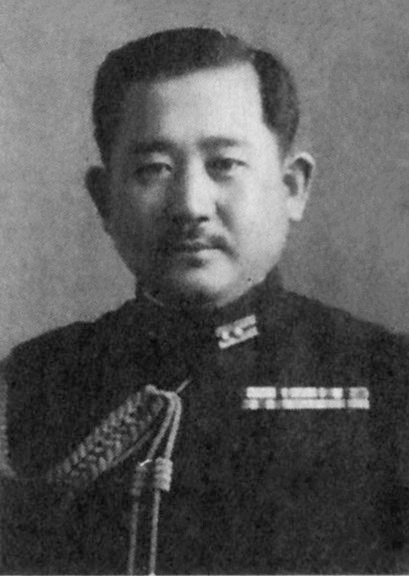
軍令部参謀として真珠湾攻撃での特潜使用を推進した有泉龍之助。終戦時に九軍神の写真を前に自決した。

以下は真珠湾攻撃、シドニー湾攻撃、マダガスカルの戦いに参戦した特潜搭乗員たちの画像。1940年11月15日に発令された第一期講習員は岩佐、秋枝の2名、太田、岩瀬は1941年10月に発令された第三期講習員、その他は1941年4月に発令された第二期講習員である。大田政治はのちに「伊52」航海長として遣独潜水艦作戦で、坪倉はルンガ泊地攻撃で戦死している。八巻は戦後自衛隊幹部となり、「特潜の碑」建立委員長を務めた。写真左から
- 九軍神

左下から片山義雄、佐々木直吉、横山薫範、横山正治、岩佐直治、古野繁実、広尾彰、上田定、稲垣清
- 酒巻和男
- 第二次攻撃隊員

（前列）左から伴勝久、八巻悌次、中馬兼四、秋枝三郎、松尾敬宇、大田政治、岩瀬勝輔（後列）芦辺守、松本静、大森猛、竹本正巳、都竹正雄、坪倉大盛喜、高田高三

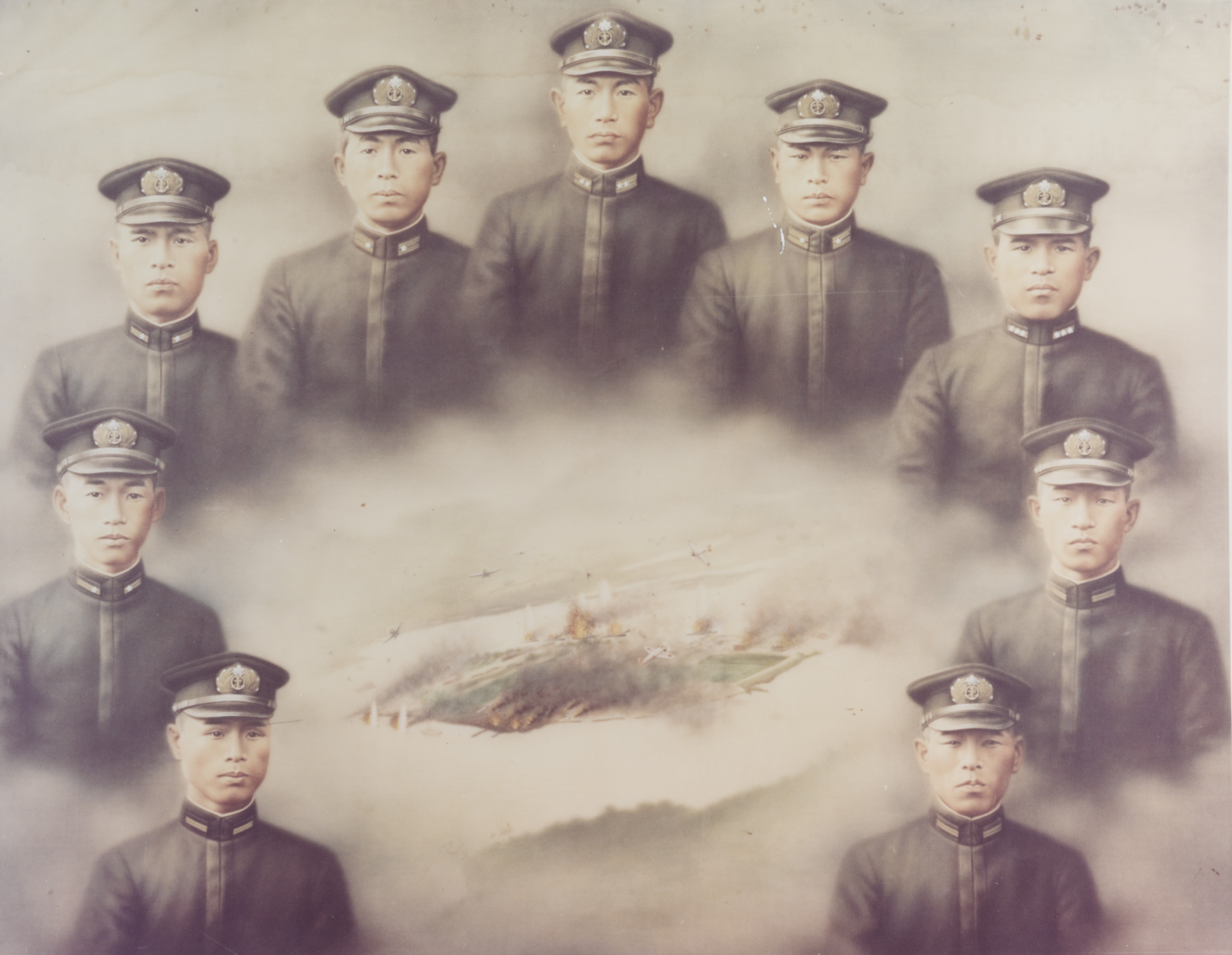
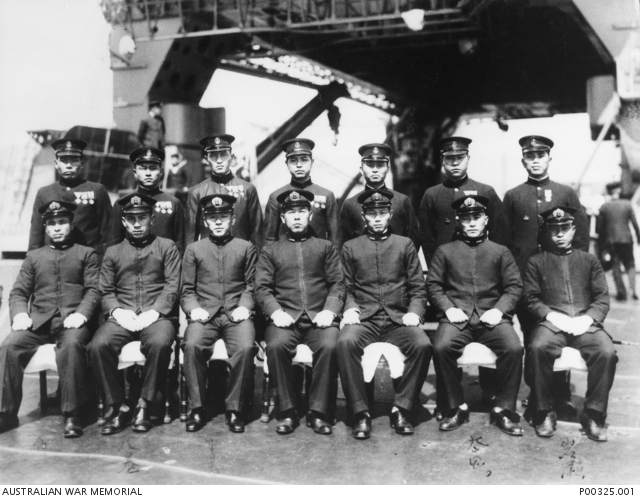

## 登場作品

### 映像
- 真珠湾からの帰還
- 『トラ・トラ・トラ!』：1:2850辺りに真珠湾に入ろうとする甲標的甲型が米軍ウィックス級駆逐艦に砲撃され司令塔の一部破損、爆雷を投下されるシーンで登場する。字幕ではフォード号とある。ワード号事件を参照。真珠湾攻撃に参加した甲標的甲型は横山艇・古野艇・広尾艇・岩佐艇・酒巻艇の5艇であり「ワード号」の砲撃と爆雷攻撃を受けたのは伊号第十八潜水艦から発進した「古野艇」古野繁実艇長・横山薫範艇付の甲標的と推測されている。1960年に真珠湾口のケエヒラグーンで発見され引揚げられた艇内の遺品から古野艇だとする推測がなされている。現在、江田島の海上自衛隊幹部候補生学校で展示されている。2001年(平成13年)に真珠湾口の海底探査の結果では「ワード号」の砲撃と爆雷攻撃を受け海底に沈んだと推測されるケエヒラグーン地点付近での甲標的の残骸等は見つかって居ない。なお、甲標的の乗組員で生存が確認されたのは、米軍捕虜になった酒巻艇の艇長酒巻和男のみである[22]。

### ゲーム
『艦隊これくしょん－艦これ－』：装備として甲型と丙型が登場する。

## キスカ島に存置された甲標的の残骸
キスカ島に存置された甲標的の残骸が現在も残っており、記事や個人ブロガーなどの写真で内部などを見ることができる。